# Населення Ісландії
Населення Ісландії. Чисельність населення країни 2015 року становила 331,9 тис. осіб (179-те місце у світі). Чисельність ісландців стабільно збільшується, народжуваність 2015 року становила 13,91 ‰ (140-ве місце у світі), смертність — 6,28 ‰ (155-те місце у світі), природний приріст — 1,21 % (100-те місце у світі) . 

## Історія
Ісландія була заселена у IX—X століттях і з тих пір її населяли переважно нащадки перших поселенців; пізніша імміграція на острів була обмежена. До середини XX століття більшість населення жило на ізольованих фермах. В історії країни неодноразово відбувалися різкі скорочення числа жителів через епідемії, виверження вулканів, землетрусів і голоду. У XX столітті спостерігалися постійний приріст населення (1,5% на рік) і міграція сільських жителів до міст. На початку XXI століття 95% жителів живуть в містах і селищах. У північній частині країни поселення зосереджені уздовж узбережжя й у долинах річок. 20% території Ісландії заселене.

## Природний рух

### Відтворення
Народжуваність у Ісландії, станом на 2015 рік, дорівнює 13,91 ‰ (140-ве місце у світі). Коефіцієнт потенційної народжуваності 2015 року становив 2,02 дитини на одну жінку (119-те місце у світі). Середній вік матері при народженні першої дитини становив 27 року (оцінка на 2011 рік).
Смертність у Ісландії 2015 року становила 6,28 ‰ (155-те місце у світі).
Природний приріст населення в країні 2015 року становив 1,21 % (100-те місце у світі).

### Вікова структура

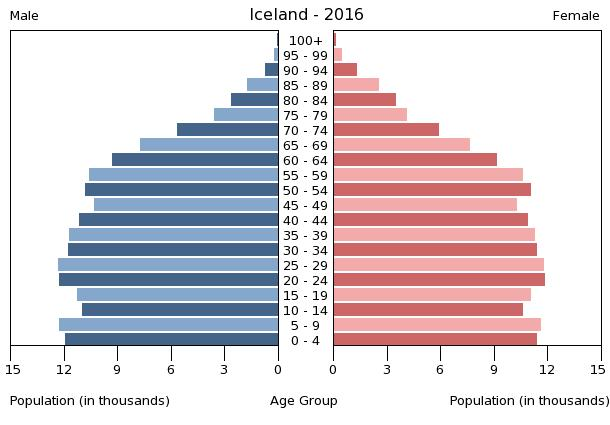
Віково-статева піраміда населення Ісландії, 2016 рік

Середній вік населення Ісландії становить 36,3 року (72-ге місце у світі): для чоловіків — 35,7, для жінок — 36,9 року. Очікувана середня тривалість життя 2015 року становила 82,97 року (6-те місце у світі), для чоловіків — 80,81 року, для жінок — 85,22 року.
Вікова структура населення Ісландії, станом на 2015 рік, виглядає таким чином:
- діти віком до 14 років — 20,43 % (34 653 чоловіки, 33 161 жінка);
- молодь віком 15—24 роки — 14,03 % (23 661 чоловік, 22 914 жінок);
- дорослі віком 25—54 роки — 40,09 % (67 183 чоловіки, 65 871 жінка);
- особи передпохилого віку (55—64 роки) — 11,67 % (19 502 чоловіка, 19 230 жінок);
- особи похилого віку (65 років і старіші) — 13,78 % (21 344 чоловіки, 24 399 жінок)[1].

### Шлюбність— розлучуваність
Коефіцієнт шлюбності, тобто кількість шлюбів на 1 тис. осіб за календарний рік, дорівнює 4,9; коефіцієнт розлучуваності — 1,8; індекс розлучуваності, тобто відношення шлюбів до розлучень за календарний рік — 37 (дані за 2010 рік). Середній вік, коли чоловіки беруть перший шлюб, дорівнює 34,6 року, жінки — 32,7 року, загалом — 33,7 року (дані за 2011 рік).

## Розселення
Густота населення країни 2015 року становила 3,3 особи/км² (233-тєє місце у світі). Населення острова майже повністю міське, більша частина якого проживає в столиці Рейк'явіку, або навколо нього; невеликі агломерації розташовані уздовж західного й північного узбережжя. Близько 60 % жителів зосереджено в південно-західній частині країни.

### Урбанізація
Ісландія надзвичайно урбанізована країна. Рівень урбанізованості становить 94,1 % населення країни (станом на 2015 рік), темпи зростання частки міського населення — 1,25 % (оцінка тренду за 2010—2015 роки). Населені пункти розташовані головним чином уздовж узбережжя й у глибині фіордів. У центральній частині острова зустрічаються лише хутори (по 20—30 чоловік); більшість же проживає в містах і рибальських селищах.
Головні міста держави: Рейк'явік (столиця) — 184,0 тис. осіб (дані за 2014 рік), що становить приблизно 40% населення країни; Акурейрі, Коупавоґур, Гапнарфіордюр, Ісафіордюр, Еїльстадір, Хебн, Сіглюфіордюр, Вестманнаеяр.

### Міграції
Річний рівень імміграції 2015 року становив 4,43 ‰ (29-те місце у світі). Цей показник не враховує різниці між законними і незаконними мігрантами, між біженцями, трудовими мігрантами та іншими.

#### Біженці й вимушені переселенці
У країні мешкає 131 особа без громадянства.
Ісландія є членом Міжнародної організації з міграції (IOM).

## Расово-етнічний склад
| Етнічний склад (2015 рік) | Етнічний склад (2015 рік) | Етнічний склад (2015 рік) | Етнічний склад (2015 рік) | Етнічний склад (2015 рік) |
| ------------------------- | ------------------------- | ------------------------- | ------------------------- | ------------------------- |
| Етнос:                    |                           |                           | Відсоток:                 |                           |
| ісландці                  | ісландці                  |                           | 94%                       | 94%                       |
| іноземного походження     | іноземного походження     |                           | 6%                        | 6%                        |

Головні етноси країни: гомогенна суміш нащадків скандинавів і кельтів — 94 %, іноземного походження — 6 % населення.

## Мови
| Мови Ісландії (2015 рік) | Мови Ісландії (2015 рік) | Мови Ісландії (2015 рік) | Мови Ісландії (2015 рік) | Мови Ісландії (2015 рік) |
| ------------------------ | ------------------------ | ------------------------ | ------------------------ | ------------------------ |
| Мова:                    |                          |                          | Відсоток:                |                          |
| ісландська               | ісландська               |                          | %                        | %                        |
| англійська               | англійська               |                          | %                        | %                        |
| німецька                 | німецька                 |                          | %                        | %                        |

Офіційна мова: ісландська. Інші поширені мови: англійська, скандинавські мови, німецька. Ісландія, як член Ради Європи, 7 травня 1999 року підписала, але не ратифікувала Європейську хартію регіональних мов.

## Релігії
| Релігії в Ісландії (2016 рік) | Релігії в Ісландії (2016 рік) | Релігії в Ісландії (2016 рік) | Релігії в Ісландії (2016 рік) | Релігії в Ісландії (2016 рік) |
| ----------------------------- | ----------------------------- | ----------------------------- | ----------------------------- | ----------------------------- |
| Віросповідання:               |                               |                               | Відсоток:                     |                               |
| лютерани                      | лютерани                      |                               | 73.8%                         | 73.8%                         |
| католики                      | католики                      |                               | 3.6%                          | 3.6%                          |
| християни                     | християни                     |                               | 9.9%                          | 9.9%                          |
| атеїсти                       | атеїсти                       |                               | 5.6%                          | 5.6%                          |
| агностики                     | агностики                     |                               | 7.2%                          | 7.2%                          |

Головні релігії й вірування, які сповідує, і конфесії та церковні організації, до яких відносить себе населення країни: лютеранство (Церква Ісландії — державна церква) 73,8 %, римо-католицтво — 3,6 %, Вільна церква Рейк'явіка — 2,9 %, Вільна церква Гапнарфіордюра — 2 %, незалежна конгрегація — 1 %, п'ятидесятництво — 3,9 %, не сповідують жодної — 5,6 %, не визначились — 7,2 % (станом на 2015 рік).

## Освіта
Рівень письменності 2015 року становив 99 % дорослого населення (віком від 15 років): 99 % — серед чоловіків, 99 % — серед жінок.
Державні витрати на освіту становлять 7 % ВВП країни, станом на 2011 рік (14-те місце у світі). Середня тривалість освіти становить 19 років, для хлопців — до 18 років, для дівчат — до 20 років (станом на 2012 рік).

## Охорона здоров'я
Забезпеченість лікарями в країні на рівні 3,48 лікаря на 1000 мешканців (станом на 2012 рік). Забезпеченість лікарняними ліжками в стаціонарах — 3,2 ліжка на 1000 мешканців (станом на 2012 рік). Загальні витрати на охорону здоров'я 2014 року становили 8,9 % ВВП країни (38-ме місце у світі).
Смертність немовлят до 1 року, станом на 2015 рік, становила 2,06 ‰ (223-тє місце у світі); хлопчиків — 2,2 ‰, дівчаток — 1,91 ‰. Рівень материнської смертності 2015 року становив 3 випадків на 100 тис. народжень (177-ме місце у світі).
Ісландія входить до складу ряду міжнародних організацій: Міжнародного руху (ICRM) і Міжнародної федерації товариств Червоного Хреста і Червоного Півмісяця (IFRCS), Дитячого фонду ООН (UNISEF), Всесвітньої організації охорони здоров'я (WHO).

### Захворювання
Кількість хворих на СНІД невідома, дані про відсоток інфікованого населення в репродуктивному віці 15—49 років відсутні. Дані про кількість смертей від цієї хвороби за 2014 рік відсутні.
Частка дорослого населення з високим індексом маси тіла 2014 року становила 23,9 % (76-те місце у світі).

### Санітарія
Доступ до облаштованих джерел питної води 2015 року мало 100 % населення в містах і 100 % в сільській місцевості; загалом 100 % населення країни. Відсоток забезпеченості населення доступом до облаштованого водовідведення (каналізація, септик): у містах — 98,7 %, у сільській місцевості — 100 %, загалом по країні — 98,8 % (станом на 2015 рік). Споживання прісної води, станом на 2005 рік, дорівнює 0,17 км³ на рік, або 539,2 тонни на одного мешканця на рік: з яких 49 % припадає на побутові, 8 % — на промислові, 42 % — на сільськогосподарські потреби.

## Соціально-економічне становище
Співвідношення осіб, що в економічному плані залежать від інших, до осіб працездатного віку (15—64 роки) загалом становить 51,6 % (станом на 2015 рік): частка дітей — 30,8 %; частка осіб похилого віку — 20,8 %, або 4,8 потенційно працездатного на 1 пенсіонера. Загалом ці показники характеризують рівень затребуваності державної допомоги в секторах освіти, охорони здоров'я і пенсійного забезпечення, відповідно. Дані про відсоток населення країни, що перебуває за межею бідності, відсутні. Дані про розподіл доходів домогосподарств у країні відсутні.
Станом на 2016 рік, уся країна була електрифікована, усе населення країни мало доступ до електромереж. Рівень проникнення інтернет-технологій надзвичайно високий. Станом на липень 2015 року в країні налічувалось 326 тис. унікальних інтернет-користувачів (141-ше місце у світі), що становило 98,2 % загальної кількості населення країни.

### Трудові ресурси
Загальні трудові ресурси 2015 року становили 190,500 осіб (175-те місце у світі). Зайнятість економічно активного населення у господарстві країни розподіляється таким чином: аграрне, лісове і рибне господарства — 4,8 %; промисловість і будівництво — 22,2 %; сфера послуг — 73 % (2008). Безробіття 2015 року дорівнювало 3,8 % працездатного населення, 2014 року — 3,6 % (33-тє місце у світі); серед молоді у віці 15—24 років ця частка становила 9,8 %, серед юнаків — 12,9 %, серед дівчат — 6,6 % (85-те місце у світі).

## Кримінал

### Торгівля людьми
Згідно зі щорічною доповіддю про торгівлю людьми (англ. Trafficking in Persons Report) Управління з моніторингу та боротьби з торгівлею людьми Державного департаменту США, уряд Ісландії докладає всіх можливих зусиль у боротьбі з явищем примусової праці, сексуальної експлуатації, незаконною торгівлею внутрішніми органами, законодавство відповідає всім вимогам американського закону 2000 року щодо захисту жертв (англ. Trafficking Victims Protection Act’s), держава перебуває у списку першого рівня.

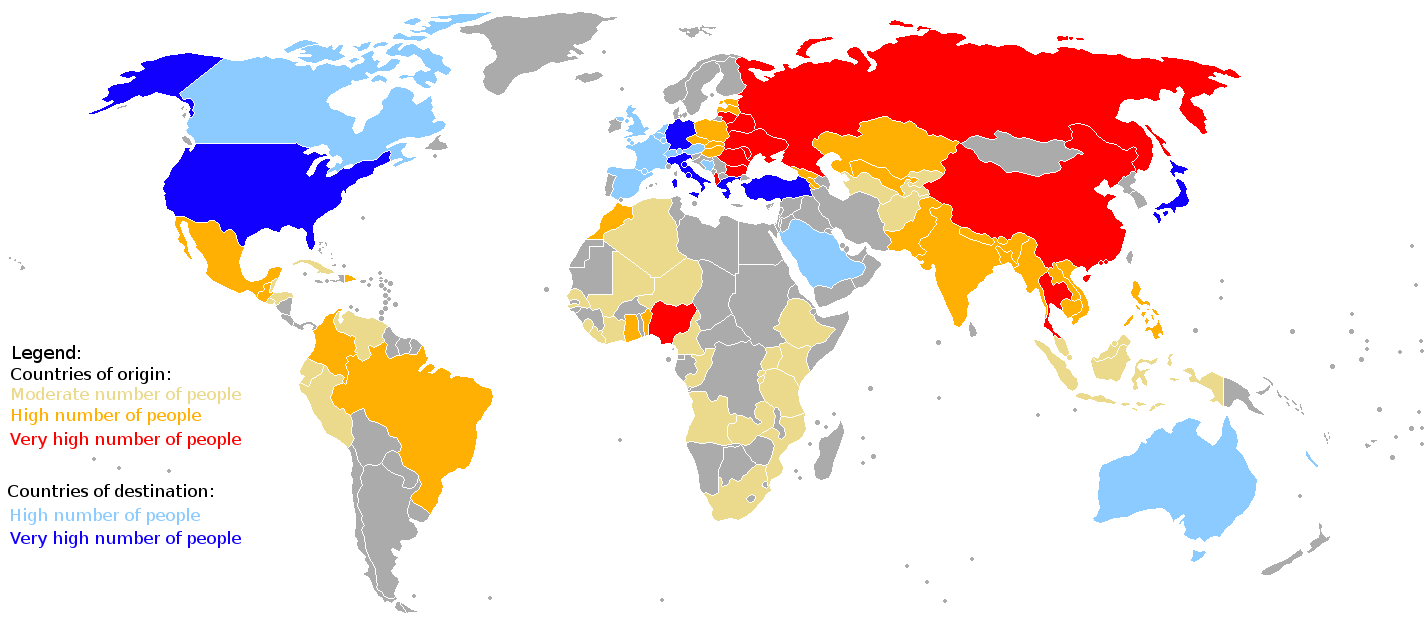
Країни-донори (червоний) і країни-реципієнти кримінальних потоків  (англ.)
Глобальна боротьба з торгівлею людьми (англ.)

## Гендерний стан
Статеве співвідношення (оцінка 2015 року):
- при народженні — 1,05 особи чоловічої статі на 1 особу жіночої;
- у віці до 14 років — 1,05 особи чоловічої статі на 1 особу жіночої;
- у віці 15—24 років — 1,03 особи чоловічої статі на 1 особу жіночої;
- у віці 25—54 років — 1,02 особи чоловічої статі на 1 особу жіночої;
- у віці 55—64 років — 1,01 особи чоловічої статі на 1 особу жіночої;
- у віці за 64 роки — 0,88 особи чоловічої статі на 1 особу жіночої;
- загалом — 1,01 особи чоловічої статі на 1 особу жіночої[1].

## Демографічні дослідження
Демографічні дослідження у країні ведуться рядом державних і наукових установ:

### Українською
- Атлас. 10—11 клас. Економічна і соціальна географія світу / упорядники :  О. Я. Скуратович, Н. І. Чанцева. — К. : ДНВП «Картографія», 2010. — ISBN 978-966-475-639-3.
- Атлас світу / голов. ред. І. С. Руденко ; зав. ред. В. В. Радченко ; відп. ред. О. В. Вакуленко. — К. : ДНВП «Картографія», 2005. — 336 с. — ISBN 9666315467.
- Безуглий В. В. Економічна і соціальна географія зарубіжних країн : Навчальний посібник. — К. : ВЦ «Академія», 2007. — 704 с. — ISBN 978-966-580-239-6.
- Безуглий В. В., Козинець С. В. Регіональна економічна і соціальна географія світу : Навчальний посібник. — видання 2-ге, доп., перероб. — К. : ВЦ «Академія», 2007. — 688 с. — ISBN 966-580-144-9.
- Гудзеляк І. І. Географія населення: Навчальний посібник / І. Гудзеляк. — Л. : Видавничий центр ЛНУ імені Івана Франка, 2008. — 232 с. — ISBN 978-966-613-599-8.
- Дахно І. І. Країни світу: Енциклопедичний довідник / І. І. Дахно, С. М. Тимофієв. — К. : Мапа, 2011. — 606 с. — (Бібліотека нового українця) — ISBN 978-966-8804-23-6.
- Дахно І. І. Економічна географія зарубіжних країн : навчальний посібник. — К. : Центр учбової літератури, 2014. — 319 с. — ISBN 978-611-01-0682-5.
- Джаман В. О. Регіональні системи розселення: демографічні аспекти. — Чернівці : Рута, 2003. — 392 с. — ISBN 9665685988.
- Дорошенко Л. С. Демографія: Навчальний посібник. — К. : МАУП, 2005. — 112 с. — ISBN 966-608-442-2.
- Дубович І. А. Країнознавчий словник-довідник. — 5-те вид., перероб. і доп. — К. : Знання, 2008. — 839 с. — ISBN 978-966-346-330-8.
- Економічна і соціальна географія країн світу. Навчальний посібник / За ред. Кузика С. П. — Л. : Світ, 2002. — 672 с. — ISBN 966-603-178-7.
- Загальна медична географія світу / В. О. Шевченко [та ін.] — К. : [б.в.], 1998. — 178 с.
- Крисаченко В. С. Динаміка населення: Популяційні, етнічні та глобальні виміри. — К. : Видавництво Національного інституту стратегічних досліджень, 2005. — 368 с. — ISBN 966-554-083-1.
- Любіцева О. О., Мезенцев К. В., Павлов С. В. Географія релігій. — К. : АртЕК, 1999. — 504 с. — ISBN 966-505-006-0.
- Масляк П. О. Країнознавство. — К. : Знання, 2007. — 292 с. — (Вища освіта XXI століття)
- Масляк П. О., Дахно І. І. Економічна і соціальна географія світу / П. О. Масляк, І. І. Дахно ; за ред. П. О. Масляка. — К. : Вежа, 2003. — 280 с. — ISBN 966-7091-53-8.

### Російською
- (рос.) Исландия // Демографический энциклопедический словарь / главн. ред. Валентей Д. И. — М. : Советская энциклопедия, 1985. — 608 с.
- (рос.) Исландия // Страны и народы. Зарубежная Европа. Общий обзор. Северная Европа / Редкол. : В. П. Максаковский, С. А. Токарев (отв. ред.) и др. — М. : «Мысль», 1981. — 269 с. — (Страны и народы) — 180 тис. прим.
- (рос.) Атлас народов мира / Отв. ред. С. И. Брук и В. С. Апенченко. — М. : ГУГК ГГК СССР и Институт этнографии им. Н. Н. Миклухо-Маклая АН СССР, 1964. — 185 с. — 20 тис. прим.
- (рос.) Численность и расселение народов мира. Этнографические очерки / под ред. С. И. Брука. — М. : Издательство АН СССР, 1962. — 487 с.
- (рос.) Лаппо Г. М. География городов: Учебное пособие для географических факультетов вузов. — М. : Туманит, изд. центр ВЛАДОС, 1997. — 476 с. — ISBN 5-691-00047-0.
- (рос.) Урланис Б. Ц. Рост населения в Европе (опыт исчисления). — М. : ОГИЗ-Госполитиздат, 1941. — 436 с.
- (рос.) Ягельский А. География населения. — М. : Прогресс, 1980. — 383 с.